# Jacques François Crespin
Pour les articles homonymes, voir Crespin.
Jacques François Crespin, né à Vidouville dans la Manche en 1824 et mort à Alger le 16 février 1888, est un commerçant et homme d'affaires français, qui fit fortune en combinant entre elles, les techniques de financement par la vente à crédit et la souscription, sous le nom de Commerce par abonnement, ce qui deviendra au cours du XXe siècle, le crédit à la Consommation.   

## Biographie

### Origines et Famille
Fils de modestes cultivateurs, Jacques François Crespin (1796-1874) et Marguerite Marie (1800-1872), il est le second d'une fratrie de quatre enfants, dont deux morts en bas âge :
- Marie Jacqueline Crespin (1822)
- Jacques François Crespin (1824-1888)
- Auguste François Crespin (†1857)
- Julie Augustine Crespin (1840)

Jacques François Crespin quitte sa ferme natale pour s'installer à Paris, au quartier des Batignolles. Là, il épousera le 9 mai 1857,  Victorine Pétronille Hannus (1833-1924), modiste. De cette union naitront deux enfants: 
- Victorine Élise Crespin †1859
- Jules Edmond Victor Crespin 1869-1895

### Débuts
Jacques François Crespin travaille d'abord comme imprimeur avant de créer, en 1856, un atelier de photographie utilisant la récente technique du daguerréotype. Il vend des séries de photographies à crédit en s'inspirant des pratiques populaires du crédit à la consommation. Le succès de cette formule lui permet de l'étendre à d'autres articles.

### Développement
La même année, 1856, Jacques François Crespin ouvre un magasin de meubles qui deviendra grâce à son talent commercial, un des plus grands magasins parisiens, le Palais de la nouveauté.  
En effet, Jacques François Crespin conçoit un système de crédit par bons d'achat : le client, appelé « abonné », achète un bon d'une valeur de cinq fois la somme versée et s'en sert pour faire ses achats. Il rembourse la différence ensuite selon des modalités fixées à l'avance. Selon une réclame de 1879, les « bons Crespin » sont acceptés dans 300 magasins à prix fixe.  

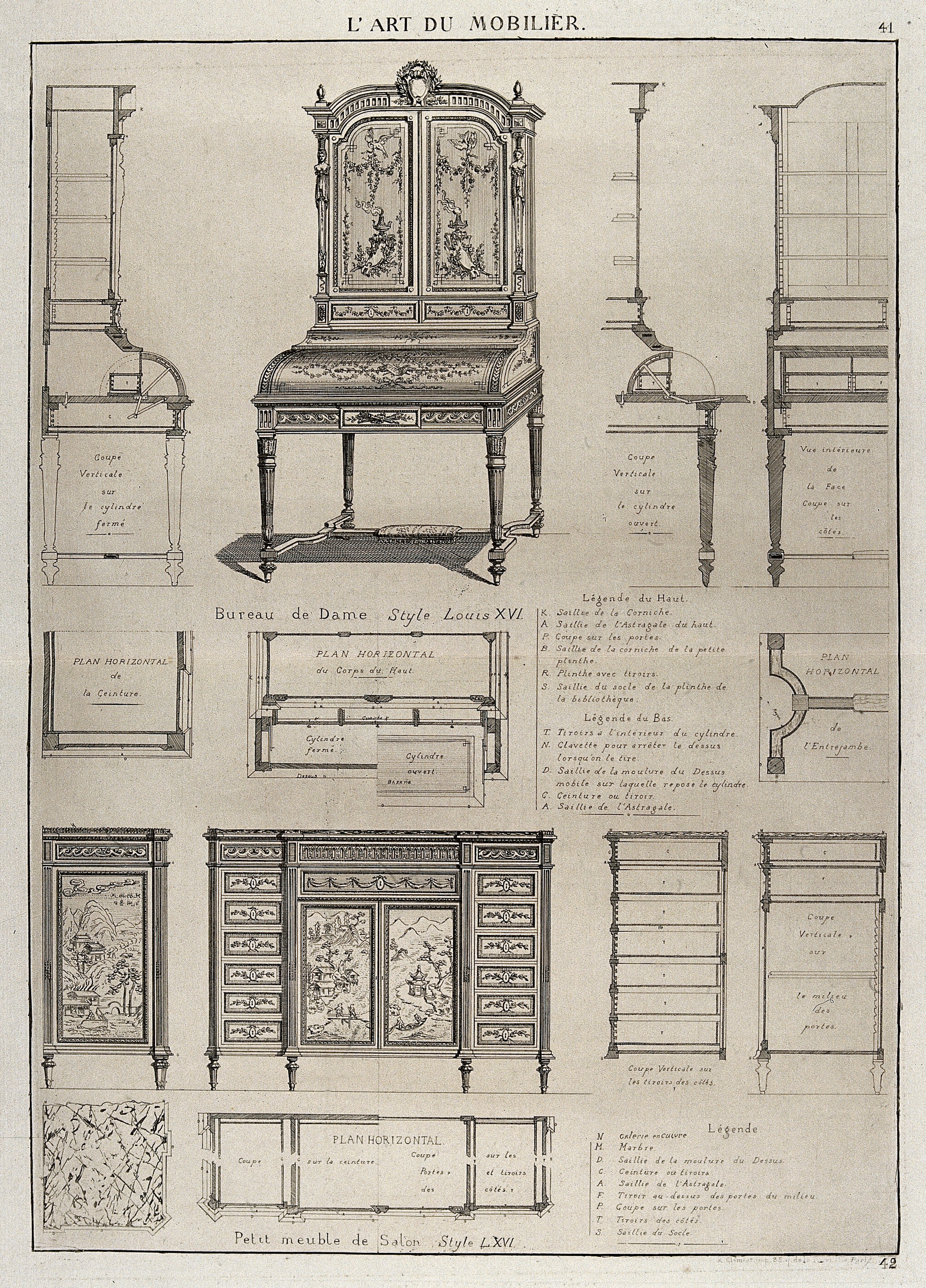
Cabinet de dame de style Louis XVI, Jules Verchère, Le mobilier ancien & moderne, 1880.

En complément, Crespin achète des brevets d'invention notamment, en 1876, des machines à tuyauter et plisser, qui facilitent le travail des couturières. En 1880, le chiffre d'affaires de son magasin atteint 5 millions de francs. 
Construit pendant les transformations de Paris sous le Second Empire, le bâtiment se situe entre le 11 et le 15 du boulevard Barbès à Paris (18e arrondissement), à l'époque dans une section récemment ouverte du boulevard Ornano. 
Il meurt le 16 février 1888 et est inhumé au cimetière du Père-Lachaise (36e division).

### Postérité
Lui qui se définissait comme un enfant du peuple, a bâti un formidable empire. Il laisse à sa veuve et à son fils Jules, un patrimoine de près de 10 millions de francs, en grande partie dans l'immobilier. La firme, qui a le statut d'entreprise en nom personnel, est reprise par son commis Georges Dufayel, lui aussi fils de paysans normands, qui lui donne le nom de Grands Magasins Dufayel et qui, par la suite, se présentera à tort comme le véritable fondateur. 
Son fils, Jules Crespin, épouse en 1890 Camille du Gast, personnalité sportive et mondaine. 